# Vegamedaljen
Vegamedaljen er en svensk hædersbevisning, der gives til personer som "på ett utmärkt sätt främjat den geografiska forskningen". Medaljen uddelas af Svenska Sällskapet för Antropologi och Geografi.

## Medaljen
Vegamedaljen er præget i guld og blev indstiftet den 27. oktober 1880 til minde om Vega-ekspeditionen årene 1878-1880.
Vegamedaljen tildeles "såsom en hedersbetygelse åt svenskar eller utlänningar" og "bör, såvida ej särskilda omständigheter annorlunda föranleda, utdelas på årsdagen av ångfartyget Vegas ankomst till Stockholm den 24 april 1880".

## Prismodtagere[2]
Listen fra Svenska Sällskapet för Antropologi och Geografi rummer samtlige modtagere af Vegamedaljen i guld siden 1880. Imidlertid blev medaljen også uddelt i sølv 1880 til alle ledende besætningsmedlemmer på ekspeditionen. Den er ikke siden blevet uddelt i sølv. Medaljens bånd er blå-gult i den svenske tapperhedsmedaljes farve og har en sort stribe i midten, som henviser til farven på Nordstjerneordenens ordensbånd.

### Vegamedaljen i sølv (kun uddelt 1880)
- Ernst Almquist
- Giacomo Bove
- Otto Hansson[3]
- Andreas Peter Hovgaard[4]
- Frans Reinhold Kjellman
- Adolf Erik Nordenskiöld
- Oscar Frithiof Nordqvist
- Louis Palander
- Anton Stuxberg

### Vegamedaljen i guld
| - 1881 Adolf Erik Nordenskiöld - 1882 Louis Palander - 1883 Henry Morton Stanley - 1884 Nikolaj Przjevalskij - 1888 Wilhelm Junker - 1889 Fridtjof Nansen - 1890 Emin Pascha - 1892 Louis-Gustave Binger - 1897 Otto Sverdrup - 1898 Sven Hedin - 1899 Georg Schweinfurth - 1901 Ludvig Amadeus, hertug af Abruzzerne - 1903 Ferdinand von Richthofen - 1904 Otto Nordenskjöld og Johan Gunnar Andersson - 1905 Robert Falcon Scott - 1907 Otto Pettersson - 1909 Johan Peter Koch - 1910 Ernest Shackleton - 1912 John Murray - 1913 Roald Amundsen - 1915 Gerard De Geer - 1919 Knud Rasmussen | - 1920 William Morris Davis - 1922 Albert 1. af Monaco - 1923 Albrecht Penck - 1924 Lauge Koch - 1926 Boris Vilkitsky - 1930 Harald Sverdrup - 1931 Émile-Félix Gautier - 1932 Albert Defant - 1937 Roy Chapman Andrews - 1939 Vilhelm Bjerknes og Vagn Walfrid Ekman - 1941 Bjørn Helland-Hansen og Hans W:son Ahlmann - 1944 Lennart von Post - 1946 Emmanuel de Martonne - 1948 Richard E. Byrd - 1950 Hans Pettersson - 1951 Carl Troll - 1954 Laurence Dudley Stamp - 1955 Paul-Émile Victor - 1957 Carl O. Sauer - 1958 Tor Bergeron og Jacob Bjerknes - 1959 Mikhail Somov - 1961 Richard Joel Russell | - 1962 Thor Heyerdahl - 1963 Louis Leakey - 1965 Maurice Ewing - 1970 Filip Hjulström og Sigurður Þórarinsson - 1972 Albert P. Crary - 1975 Willi Dansgaard - 1981 Valter Schytt - 1983 Cesare Emiliani - 1984 Hubert Lamb - 1986 J. Ross Mackay - 1987 Gunnar Hoppe og Åke Sundborg - 1990 George H. Denton - 1993 David E. Sugden - 1994 Gösta Hjalmar Liljequist - 1997 Albert Lincoln Washburn - 1999 John Imbrie - 2002 Lonnie Thompson - 2005 Françoise Gasse - 2008 Dorthe Dahl-Jensen - 2011 Terry Callaghan - 2014 Compton J. Tucker |